# Berliet G

Berliet G von 1904, Tourenwagen mit 40 HP bei einer Oldtimerveranstaltung (2010).

Der Berliet G war ein Touren- und Rennsportwagen des Kraftfahrzeugherstellers Berliet in Lyon aus dem Jahre 1904.

## Geschichte und Technik
Das Fahrzeug, in den Akten des Hauses Berliet als „voiture actionée“ bezeichnet, erhielt seine allgemeine Betriebserlaubnis in allen Varianten durch den örtlich und sachlich zuständigen Inspecteur des Mines am 28. März 1904. Es dürften nur wenige Fahrzeuge dieses Typs entstanden sein. Als Nachfolger dieses Typs kann der Berliet GK des Jahres 1906 angesehen werden.
Das Getriebe hatte vier Vorwärtsgänge und einen Rückwärtsgang. Der Antrieb erfolgte über Ketten auf die Hinterachse. Die Fußbremse wirkte per Seilzug auf die Hinterräder. Das Fahrzeug hatte Rechtslenkung.

## Varianten
Es gab von dem hier behandelten Typ zwei Varianten, deren technische Daten der folgenden Übersicht entnommen werden können. Leider gibt es bislang keine Publikation, die alle bei Berliet gebauten Typen mit ihren Varianten abhandelt. Die technischen Daten wurden daher im Wesentlichen den Anträgen der Firma Berliet auf Erteilung einer allgemeinen Betriebserlaubnis an die zuständige Behörde (Ingenieur des mines) entnommen. Diese Anträge sind alle erhalten und in der Fondation Berliet in Lyon einsehbar und durchnummeriert.
| Typ | Zyl. | Bohrg. | Hub | Hubr. | /min | CV    | CV      | andere        |
|     | Zahl | mm     | mm  | cm³   | max  | fisc. | reelles | Bezeichnung   |
| --- | ---- | ------ | --- | ----- | ---- | ----- | ------- | ------------- |
| G   | 4    | 100    | 120 | 3770  | 700  | 16    | 20      | Berliet 20 CV |
| G   | 4    | 120    | 140 | 6333  | 700  | 30    | 40      | Berliet 40 CV |